# Polonaise op. 53
De Polonaise op. 53 (bijnaam: de heroïsche) in As majeur van Frédéric Chopin is een compositie voor piano solo uit 1842.

## Achtergrond
Chopin schreef een groot aantal polonaises gedurende zijn leven. De polonaise was oorspronkelijk een op 3/4 maat gebaseerde traditionele Poolse dans. Chopin voegde daaraan zijn eigen stijl toe, virtuoos, groots, aristocratisch en meeslepend. Diens pianopolonaises zijn stuk voor stuk gestileerd, en heroïsch en verhalend geschreven in het kenmerkende lyrische idioom van de uit Polen geëmigreerde componist. Chopin verbleef in Parijs, en raakte bevriend met Georges Sand. In Polen braken opstanden uit (zoals de Novemberopstand), en Chopin zat elders, verlangend naar zijn familie en vriendenkring in Polen. De onderhavige polonaise in As majeur is een polonaise vol hoop, wanhoop, verlangen, en onstuimigheid, alsof ook de revolutie zich in Chopin zelf en zijn muziek voltrekt. Hoewel Chopin vanaf zijn jonge jaren al polonaises schreef (zoals in op.3, toen hij 19 was) waarin enige Poolse ziel doorklinkt, zijn zijn latere werken, en deze polonaise op. 53 in het bijzonder doordrongen van heroïek. Vlak voor deze Polonaise op. 53 voltooide Chopin zijn 4e Ballade, ook een werk met grote lading, en met verwijzingen naar het moeilijke leven van de vrijwillige balling, die zijn leven leefde in het teken van nostalgie en verlangen terug naar Polen te gaan en dan naar een beter Polen. Georges Sand beschreef in 1848, het jaar waarin in Frankrijk ook een revolutie gaande was hoe deze Polonaise op. 53 een symbool zou kunnen zijn voor de Fransen: 

L'inspiration! La force! La vigueur! Il est indéniable qu'un tel esprit doit être présent dans la Révolution française. Désormais cette polonaise devrait être un symbole, un symbole héroïque! 
(Vertaald: "De inspiratie! De sterkte! De kracht! Het lijdt geen twijfel dat zulk een geest aanwezig moet zijn in de Franse Revolutie. Voortaan moet deze polonaise een symbool zijn, een symbool van heroïek!).

### Opdracht
Chopin droeg het werk op aan Auguste Leo, een Hamburgs bankier die van 1817 tot 1848 in Parijs vertoefde. Diens vrouw Sophie Augustine Leo-Dellevie was leerling van Chopin. Auguste Leo hielp Chopin met financiële zaken, en Chopin en Leo onderhielden gedurende zijn hele verblijf in Parijs nauwe banden. Leo adviseerde Chopin ook bij het realiseren van de Engelse en Duitse muziekuitgaven van zijn werk.

## Het werk
De vorm van het werk is grofweg: 
Introductie - Thema A - Thema B - Thema A' - Thema C - Thema A"
De Polonaise op. 53 opent in tempo Alla polacca e maestoso met een statige inleiding:
Een passage op de dominant, bestaande uit een octaafakkoord gevolgd door snel stijgende chromatische loopjes in beide handen, en vervolgens nog vier statige akkoorden, en dan een grommende passage van zestienden die leidt naar de volgende frase, de herhaling van dit inleidende gegeven. De spanning wordt opgevoerd, het motief komt sneller en sneller, en duurt korter en korter, tot de 16 maten inleiding voorbij zijn en (eindelijk!) het hoofdthema (A) wordt gepresenteerd:
De begeleiding onder het thema loopt in grote, stoere achtstenbewegingen met octaven en sprongen. De indruk die dit wekt is die van de klavierleeuw, die virtuoos zijn instrument van onder tot boven beheerst en temt. Het thema wordt doorontwikkeld, de muziek spint voort, langs een pesante gedeelte waar een nieuwe melodie laag, voornaam en sostenuto te horen is, even maar, want de muziek stijgt gelijk weer door naar geëxalteerde hoogten, om uit te monden na een virtuoze toonladder omhoog bij het einde van een eerste sectie. 
Nu volgt een plotse wisseling naar E majeur, waar 'nieuws' (Thema B) wordt gebracht. Er volgen zeven gearpeggieerde E-groot akkoorden, gevolgd door pianissimo staccato octaven in zestienden (een uitdaging voor menig pianist - ook wel onder vaklieden de 'koffiemolen' genoemd vanwege de lastige snelle wisselingen tussen witte en zwarte toetsen, die een roterende arm- en polsbeweging opleveren). Dan zet - op de doormalende linkerhand - een sotto voce melodie in, laag, sonoor, in het tenorregister, in dubbelgrepen:
De muziek groeit weer aan, via een crescendo en doordat de melodie stijgt, totdat plotseling een climax wordt bereikt die vier maten lang in Es majeur staat.
De 'koffiemolen' echter maalt door, en dit gedeelte wordt weer - in E majeur- herhaald. Na de herhaling blijft de muziek in Es majeur, om makkelijker terug te kunnen keren naar de hoofdtoonsoort As majeur. Voordat dat definitief gebeurt gooit Chopin er nog een derde thema tussen (Thema C), een chromatisch sluipend, vriendelijker, sostenuto begeleid, en wat klagender gegeven:
Dit motief spint voort, als een soort C-gedeelte, om terug te leiden naar het hoofdthema in As. Een serietje korte akkoorden vormen de afsluiting.